# Сомалски језик
Сомалски језик (ISO 639-3: сом), је афроазијски језик кушитске породице, којим говори 12.653.480 људи у неколико земаља источне Африке, од чега 8.340.000 у Сомалији (2006); 3.960.000 људи у Етиопији (2006); 420.000 у Кенији (2000. WCD); 270.000 у Џибутију (2006).
Сомалски језик је један од 6 језика сомалске подскупине источнокушитских језика, и има три дијалекта северносомалски, бенадир и ар-ашраф (ашраф). Северносомалски је постао темељем стандардним сомалским језиком, службени језик у Сомалији.

## Класификација
Сомалијски језик је класификован у кушитску грану афроазијске породице, тачније у низијску источнокушитску поред афарског и сахоског. Сомалијски је најбоље документован од кушитских језика, са академским проучавањима језика који датирају из касног 19. века.

## Гласови
32: b,tDh,dD,d,*,kh,g,G,tS,f,s,S,x,H,9,m,n,l,r [ ?,h,i,I,"e,E,aa,U,+,"@) a,U,O,j,w.

## Систем писања
Археолошка ископавања и истраживања у Сомалији открила су древне натписе у посебном систему писања. У извештају из 1878. године Краљевском географском друштву Велике Британије, научник Јохан Марија Хилдебранд је приметио приликом посете области да „од античких аутора знамо да су ови окрузи, који су данас тако пустињски, раније били насељени и цивилизовани[…] Ја са такође открио древне рушевине и натписе на стенама, у виду сликама и слова[…] Они до сада нису дешифровани."] Према извештају Министарства информисања и националног савета из 1974. године, ово писмо представља најраније писано сведочење о Сомалији.
Знатно касније, сомалијски археолог Сада Мире објавила је древне натписе пронађене широм Сомалиленда. Како се током већег дела сомалијске лингвистичке историје језик није широко користио за књижевност, публикације др Мире доказују да писање као технологија није било страно нити ретко у региону. Ова дела су са семитских химајаритских и сабијанских језика који су се углавном говорили у данашњем Јемену — „постоји опсежна и древна веза између људи и култура са обе стране обале Црвеног мора“, тврди Мире. Ипак, док још много таквих древних натписа тек треба да се пронађе или анализира, многе су „булдожери уништили, пошто Министарство туризма није могло да купи земљиште или заустави уништавање“.
Поред Ахмедовог латиничног писма, други правописи који су вековима коришћени за писање сомалијског језика укључују давно успостављено арапско писмо и вададско писмо. Према Богумилу Андрзејевском, ова употреба је била ограничена на сомалијске свештенике и њихове сараднике, јер су шеици радије писали на литургијском арапском језику. Ипак, постоје различити такви историјски рукописи на сомалском, који се углавном састоје од исламских песама (касида), рецитација и певања. Међу овим текстовима су и сомалијске песме шеика Увајса и шеика Исмасила Фаре. Остатак постојеће историјске литературе на сомалијском углавном се састоји од превода докумената са арапског.
Од тада се за транскрипцију сомалијског језика користио низ система писања. Међу њима, сомалијска латиница, званично усвојена 1972. године, је најшире коришћена и призната као званична ортографија државе. Ово писмо су развили бројни водећи научници Сомалије, укључујући Мусу Хаџи Исмаил Галала, Б. В. Андрзејевског и Шире Џама Ахмеда посебно за транскрибовање сомалијског језика, и користи сва слова енглеског латиничног писма осим p, v и z. Нема дијакритичких знакова или других посебних знакова осим употребе апострофа за глоталну паузу, која се не појављује на почетку речи. Постоје три сугласничка диграфа: DH, KH и SH. Тон није означен, а предњи и задњи самогласници се не разликују.
Системи писања развијени у двадесетом веку укључују османијско, борамско и кадарско писмо, које су осмислили Осман Јусуф Кенадид, Абдурахман Шеих Нур и Хусеин Шеих Ахмед Кадар.